# Neosiphonia fruticosa
Neosiphonia fruticosa är en svampdjursart som först beskrevs av Wilson 1925.  Neosiphonia fruticosa ingår i släktet Neosiphonia och familjen Phymatellidae.
Artens utbredningsområde är Filippinerna. Inga underarter finns listade i Catalogue of Life.